# Graaf van Effingham
Graaf van Effingham (Engels: Earl of Effingham) is een Britse adellijke titel.
De titel werd voor de eerste keer gecreëerd in 1731 voor Francis Howard, 7e baron Howard of Effingham. Na de dood van zijn kleinzoon Richard Howard stierf de titel uit. De titel baron Howard of Effingham werd geërfd door een ver familielid, Kenneth Alexander Howard, voor wie in 1837 ook de graventitel werd gecreëerd.

## Graaf van Effingham, eerste creatie (1731)
- 1731 – 1743: Francis Howard (1683-1743), 7e baron Howard of Effingham, 1e graaf van Effingham
- 1743 – 1763: Thomas Howard (1714-1763), 2e graaf van Effingham
- 1763 – 1791: Thomas Howard (1746-1791), 3e graaf van Effingham
- 1791 – 1816: Richard Howard (1748-1816), 4e graaf van Effingham

## Graaf van Effingham, tweede creatie (1837)
- 1837 – 1845: Kenneth Alexander Howard (1767-1845), 11e baron Howard of Effingham, 1e graaf van Effingham
- 1845 – 1889: Henry Howard (1806-1889), 2e graaf van Effingham
- 1889 – 1898: Henry Howard (1837-1898), 3e graaf van Effingham
- 1898 – 1937: Henry Alexander Gordon Howard (1866-1927), 4e graaf van Effingham
- 1927 – 1946: Gordon Frederick Henry Charles Howard (1873-1946), 5e graaf van Effingham
- 1946 – 1996: Mowbray Henry Gordon Howard (1905-1996), 6e graaf van Effingham
- 1996 – heden: David Peter Mowbray Algernon Howard (1939), 7e graaf van Effingham